# チマヒ
チマヒ（インドネシア語: Cimahi）はインドネシアのジャワ島の西ジャワ州の都市。バンドン都市圏の西に有る。繊維産業が盛んで、多くの軍事訓練施設が有る。

## 地理

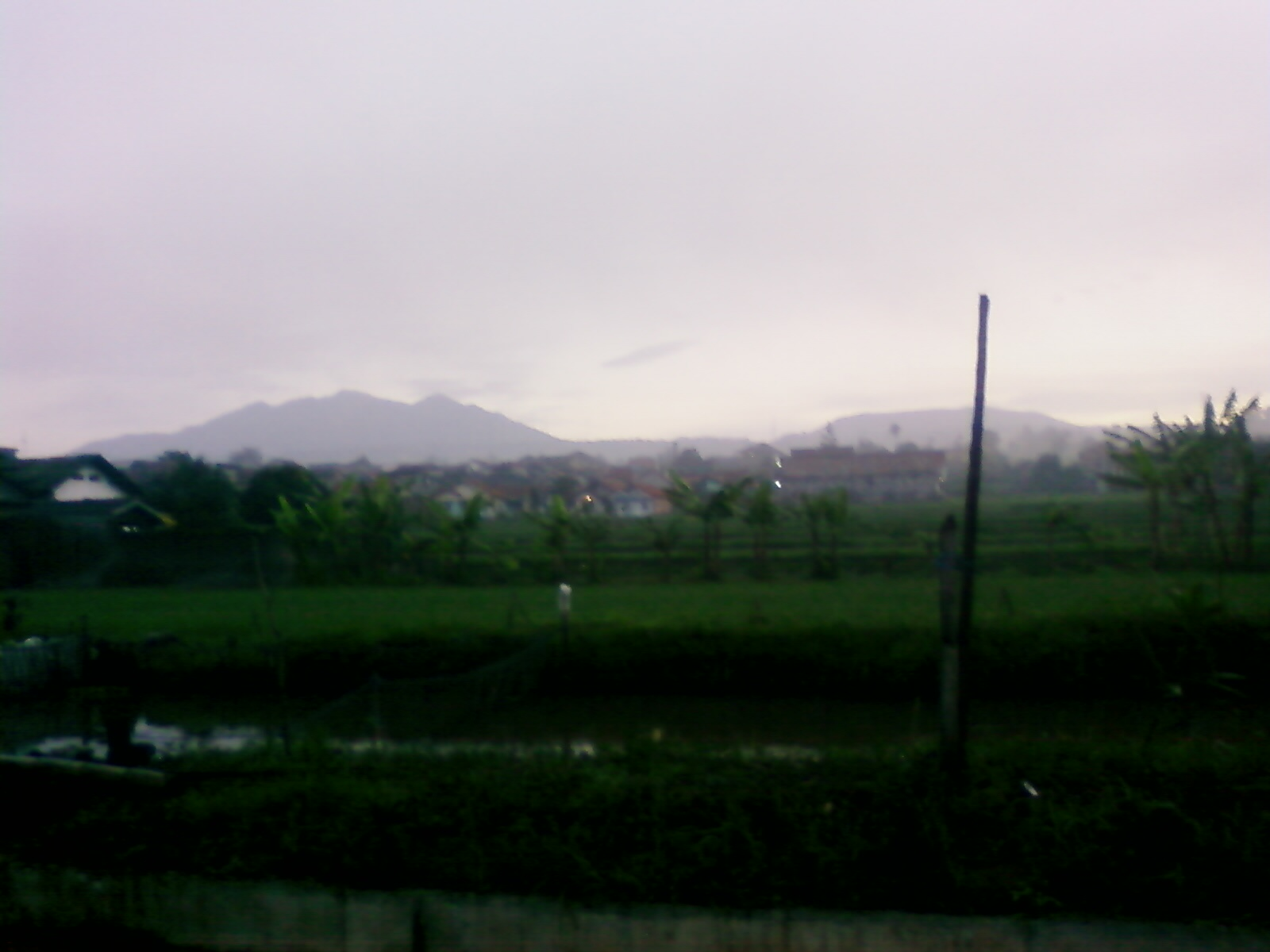
シテウレウプから望むタンクバンプラフ山とブランラン山

チマヒは首都ジャカルタの180km南東に位置し、バンドンと西バンドン県に挟まれる。

チマヒは3つの区から成り、その下に15の村が有る。最低標高は685mのシタルム川で、最高標高は1040mのタンクバンプラフ山とブランラン山の斜面である。チマヒ川はチマヒを通り、シクダとシソントクの2つの泉が有る。

## 歴史
市を流れるチマヒ川からチマヒという名が付いた。チマヒはスンダ語で「充分な水」を意味する。住民はチマヒ川から水を得ている。
1811年、チマヒの重要性は高まった。オランダ領東インド政府総督のヘルマン・ウィレム・ダンデルスが大横断道路を建設したのだ。検問所(ロジ)がチマヒ広場に造られた。
1874年～1893年、チマヒ駅と、バンドンとシアンジュルを結ぶ鉄道が造られた。
1886年、軍事訓練施設が建てられ始めた。
1935年、チマヒは地区になる。
1975年、チマヒは西ジャワ州で初めて(国内で3番目)に行政市になる。
2001年、チマヒは市になる。

## 観光
チマヒの観光地には、Alam Wisata CimahiやPandiga Recreation Sport、Rumah Pajang、Lembur Batik、Kampung Adat Cirendeuが有る。市観光局によると、特有の自然や料理、手芸、伝統社会が体験出来る。
加えて、Dustira病院やEreveld墓地、軍事刑務所やSudirmanビル等歴史的建築物も有る。

## 参考資料
1. ↑  “PENGANTAR DARI WALIKOTA CIMAHI” (Indonesian). 2015年9月16日閲覧。
2. ↑  “GEOGRAFI” (Indonesian). 2015年9月16日閲覧。
3. ↑  “Data Wilayah” (Indonesian). 2015年9月16日閲覧。
4. ↑  “SEJARAH” (Indonesian). 2015年9月16日閲覧。
5. ↑  “Sejarah” (Indonesian). 2015年9月16日閲覧。
6. ↑  “WISATA” (Indonesian). 2015年9月16日閲覧。
7. ↑  “Heritage Dan Pusat Pendidikan Militer” (Indonesian). 2015年9月16日閲覧。